# Elizabeth Carne
Elizabeth Catherine Thomas Carne (1817–1873) foi uma autora, filósofa natural, geóloga, conchologista, colecionadora de minerais e filantropa britânica. Nos anos seguintes à morte de seu pai, ela também se tornou banqueira. Hoje provavelmente suas contribuições para a ciência seriam colocadas no campo da ecologia humana.

## Vida pessoal
Elizabeth foi a quinta dos oito filhos de Joseph Carne, FRS, e sua esposa Mary Thomas de Glamorgan (três filhos e cinco filhas). Elizabeth nasceu na Rivière House, na paróquia de Phillack, perto de Hayle, Cornualha, e batizada na igreja de Phillack em 15 de maio de 1820. Na Rivière House, propriedade da Cornish Copper Company, empresa da qual seu pai era o diretor, as adegas eram equipadas como laboratórios onde foram testados processos de fundição de cobre e estanho, e minerais e rochas estudados por seus constituintes.  Antes de ela nascer, tinha vindo para aquele laboratório Davies Gilbert, PFRS, trazendo consigo o jovem Humphry Davy para ver o funcionamento de um ambiente científico. Nascida em uma família metodista influente e rica de agentes de mineração e mercadores, Elizabeth esteve plenamente consciente, durante toda a sua vida, da pobreza e privação existentes nas adjacências das áreas de mineração, e a extrema necessidade de educação e apoio social para os menos favorecidos.  Ela leu bastante, estudou matemática, os clássicos, e aprendeu vários idiomas.  Tanto seu avô, muitas vezes denominado "o pai do Metodismo Córnico", quanto seu pai tinham sido líderes firmes e ativos da classe metodista Wesleyana dentro da Igreja da Inglaterra, e a sala do livro Metodista local foi alojada em sua casa. Educada em casa na Chapel Street, em Penzance, com suas irmãs, ela ajudou seu pai com suas extensas coleções de minerais e compartilhou seu interesse aguçado em formações geológicas, idades e densidades. Uma amiga próxima e dedicada, com quem ela se correspondia regularmente, era a notável diarista da Quaker, Caroline Fox, da ilustre família de transporte e mineração de Falmouth.

## Obras de caridade
Com a morte de seu pai em 1858, ela recebeu uma grande fortuna, e usou esse legado seguindo os hábitos de caridade de seus pais e família, para compartilhar somas consideráveis para fins educacionais e outros fins filantrópicos. Ela deu o local para a escola de St. Paul, que abriu, após sua morte, em Penzance em 2 de fevereiro de 1876. Ela também fundou escolas em Wesley Rock (Heamoor), Carfury e Bosullow, três distritos pouco povoados no bairro de Penzance. Ela possibilitou, através de doação, o preço de aquisição do terreno no qual o St. John's Hall (a prefeitura) foi construído e construiu separadamente um museu na Lower Queen's Street, perto de sua casa, para exibir a fina coleção de minerais que ela ajudara o pai a juntar.

## Geóloga e autora
Ela assumiu a sociedade de seu pai de 1858 até sua morte, como chefe do Banco Penzance fundado por seu avô, William Carne, em 1795 (Batten, Carne e Oxnam).  Ela também herdou o amor do pai pela geologia e escreveu quatro artigos no periódico “Transactions of the Royal Geological Society of Cornwall": "Cliff Boulders e a antiga condição da terra e do mar no distrito de Land's End'', "A idade dos Alpes Marítimos que cercam Mentone", ''Na transição e metamorfose das rochas", e "Sobre a natureza das forças que atuaram na formação do Granito de Land's End". Ela foi a primeira mulher a ser eleita membro da Royal Geological Society of Cornwall. Ela também foi um dos primeiros membros, com suas amigas Caroline Fox e Anna Maria Fox, da Royal Cornwall Polytechnic Society, em Falmouth, Cornualha.
Muitos artigos tiveram a contribuição dela para o 'London Quarterly Review', e ela foi autora de vários livros.

## Morte
Elizabeth morreu em Penzance em 7 de setembro de 1873 e foi enterrada em Phillack, cinco dias depois, em 12 de setembro. Seu sermão fúnebre foi pregado na Igreja de St Mary, Penzance, pelo reverendo Prebendary Hedgeland, em 14 de setembro.

## Trabalhos
Ela foi a autora de:
- "Três meses" de descanso em Pau no inverno e na primavera de 1859" - tirado com o pseudônimo de John Altrayd Wittitterly em 1860.
- "Cidades do interior e o lugar que elas ocupam na civilização moderna", 1868.
- 'England's Three Wants' - um panfleto espiritual anônimo, 1871.
- O reino da verdade, 1873.